# Germain Cyrille Ngota Ngota
 (novembre 2021).
La mise en forme du texte ne suit pas les recommandations de Wikipédia : il faut le « wikifier ».
Les points d'amélioration suivants sont les cas les plus fréquents. Le détail des points à revoir est peut-être précisé sur la page de discussion.
- Les titres sont pré-formatés par le logiciel. Ils ne sont ni en capitales, ni en gras.
- Le texte ne doit pas être écrit en capitales (les noms de famille non plus), ni en gras, ni en italique, ni en « petit »…
- Le gras n'est utilisé que pour surligner le titre de l'article dans l'introduction, une seule fois.
- L'italique est rarement utilisé : mots en langue étrangère, titres d'œuvres, noms de bateaux, etc.
- Les citations ne sont pas en italique mais en corps de texte normal. Elles sont entourées par des guillemets français : « et ».
- Les listes à puces sont à éviter, des paragraphes rédigés étant largement préférés. Les tableaux sont à réserver à la présentation de données structurées (résultats, etc.).
- Les appels de note de bas de page (petits chiffres en exposant, introduits par l'outil «  Source ») sont à placer entre la fin de phrase et le point final[comme ça].
- Les liens internes (vers d'autres articles de Wikipédia) sont à choisir avec parcimonie. Créez des liens vers des articles approfondissant le sujet. Les termes génériques sans rapport avec le sujet sont à éviter, ainsi que les répétitions de liens vers un même terme.
- Les liens externes sont à placer uniquement dans une section « Liens externes », à la fin de l'article. Ces liens sont à choisir avec parcimonie suivant les règles définies. Si un lien sert de source à l'article, son insertion dans le texte est à faire par les notes de bas de page.
- La présentation des références doit suivre les conventions bibliographiques. Il est recommandé d'utiliser les modèles {{Ouvrage}}, {{Chapitre}}, {{Article}}, {{Lien web}} et/ou {{Bibliographie}}. Le mode d'édition visuel peut mettre en forme automatiquement les références.
- Insérer une infobox (cadre d'informations à droite) n'est pas obligatoire pour parachever la mise en page.

Pour une aide détaillée, merci de consulter Aide:Wikification.
Si vous pensez que ces points ont été résolus, vous pouvez retirer ce bandeau et améliorer la mise en forme d'un autre article.
Germain Cyrille Ngota Ngota (également connu sous le nom de Bibi Ngota ; décédé le 22 avril 2010) est un journaliste camerounais qui travaillait comme rédacteur en chef pour le Cameroun Express à Yaoundé. Il a été le premier journaliste à mourir dans l'exercice de ses fonctions au Cameroun depuis 1992.
La Fédération des journalistes africains a déclaré que Ngota était décédé des suites d'un manque de soins médicaux en prison pour ses reportages. Dans son rapport sur le Cameroun, l'organisation a déclaré que l'emprisonnement, le recours à la torture, à l'intimidation dans les cas de 13 journalistes au cours de l'année dernière en font l'un des pires endroits pour les journalistes et pour la liberté de la presse en Afrique,. Deux autres journalistes ont été emprisonnés avec lui et libérés des mois après sa mort, mais les charges retenues contre eux n'ont pas été abandonnées.

## Décès
Le 5 février 2010, Ngota est arrêté avec trois autres journalistes de différentes publications. Les journalistes sont détenus pendant plusieurs jours et interrogés. Ils sont libérés, puis inculpés de falsification d'un document gouvernemental. Ngota et deux autres journalistes sont à nouveau arrêtés et détenus à la prison centrale de Kondengui, à Yaoundé, au Cameroun. Le 22 avril, Ngota décède dans des circonstances suspectes,.
Le rapport officiel indique que Ngota était décédé des suites de complications liées au VIH,,. La veuve de Ngota nie cette affirmation et sa famille demande une enquête où elle est impliquée et indépendante de toute ingérence possible du gouvernement. En septembre 2010, les conclusions d'une enquête d'un organisme gouvernemental ont été présentées. La famille a estimé que ces résultats n'étaient pas fiables et "opaques".

## Contexte
Ngota travaillait sur une mission pour le Cameroun Express avec trois autres journalistes. Ils avaient reçu un document faisant état de corruption au sein d'une société pétrolière d'État dénommée Société nationale des hydrocarbures (SNH). Le document aurait impliqué Laurent Esso, secrétaire général de la présidence, dans le versement à trois dirigeants de la SNH d'une commission inhabituellement élevée.
Ngota et les trois autres journalistes ont envoyé des questions à Esso et ont ensuite été arrêtés et interrogés sur la note qu'ils avaient reçue. Les journalistes ont été libérés après plusieurs jours. Ils ont ensuite été inculpés de falsification de documents gouvernementaux, et Ngota et deux autres journalistes ont été à nouveau arrêtés. L'un des journalistes, Simon Hervé Nko'o, s'était déjà caché.
Les deux autres journalistes ont finalement été libérés de prison, mais pas avant que Robert Mintya n'ait été agressé et que des pressions considérables aient été exercées sur le gouvernement par Reporters sans frontières.

## Conséquences
Ngota a été le premier journaliste à mourir dans l'exercice de ses fonctions au Cameroun depuis 1992.
L'emprisonnement de journalistes et la mort de Ngota amene des groupes de défense des droits humains à réévaluer la liberté de la presse au Cameroun. Son décès et les événements qui l'ont entouré font perdre au Cameroun 20 places au classement 2010 de la liberté de la presse publié par Reporters sans frontières. Sa mort attire davantage l'attention sur l'incarcération de Serge Sabouang et Robert Mintya, menant finalement à leur libération.
Un an et demi après la mort de Ngota, Reporters sans frontières effectue une inspection des libertés de la presse au Cameroun avant les élections du 9 avril dans le pays. Selon ses observations, les titulaires avaient un avantage perceptible sur l'opposition en termes de visibilité et de couverture médiatique. Le gouvernement a annoncé qu'il tiendrait une conférence sur les médias, mais Reporters sans frontières a noté qu'aucune des lois, comme celles qui ont conduit à l'arrestation et à la mort de Ngota, n'a été modifiée. Selon l'organisation de la liberté de la presse, le journalisme n'était pas reconnu comme une profession nécessitant des protections spéciales et les violations au Cameroun étaient traitées comme s'il s'agissait d'infractions pénales avec des bureaucrates détenant un pouvoir important sur le processus judiciaire dans de tels cas. L'organisation a également noté que les lois camerounaises sur la presse étaient obsolètes et ne prenaient pas en compte les nouvelles technologies comme Internet.

## Réactions
Irina Bokova, Directrice générale de l'UNESCO, a déclaré : « La détention et la mort de journalistes représentent une perte pour toute société ; la perte d'une paire d'yeux et d'une voix qui peuvent informer le public sur les questions qui nous concernent tous. J'espère que les autorités feront tout leur possible pour faire la lumière sur cette mort tragique. . .".
Le Comité pour la protection des journalistes, Reporters sans frontières et d'autres groupes ont poussé le gouvernement camerounais à enquêter plus avant sur la mort de Ngota,.

## Carrière
Ngota a travaillé au Cameroun Express en tant que rédacteur en chef, et il avait plus de 15 ans d'expérience en tant que journaliste. Ngota enquêtait sur la corruption au sein du gouvernement camerounais lorsqu'il a été emprisonné pour ses reportages.

## Vie privée
Ngota était marié à Georgette Ngo'o.